# Styrum (Oberhausen)
Styrum (hochdeutsch [ˈʃtiːʁʊm], lokal auch ['ʃtɨːrʊm]) ist ein Stadtteil der Ruhrgebietsstadt Oberhausen, der am 1. April 1910 durch Zweiteilung der alten Gemeinde Styrum entstanden ist. Der andere verbliebene Teil der einstigen Gemeinde ist heute der gleichnamige Stadtteil von Mülheim. Der Oberhausener Stadtteil wird auch als Unterstyrum, der Mülheimer als Oberstyrum bezeichnet.

## Lage
Styrum gehört zu den südlichen Oberhausener Stadtteilen und liegt im Stadtbezirk Alt-Oberhausen.
Im Norden trennt die Grenzstraße Styrum von der Oberhausener Innenstadt, im Osten ist die Mülheimer Straße die Grenze zu Dümpten. Die Bogenstraße bildet zusammen mit der Landwehr die westliche Grenze zu Alstaden.
Im Süden schließt sich der Mülheimer Stadtteil Styrum an.
Historisch reicht Styrum im Osten weiter ins heutige Dümpten hinein. Seit den 1980ern wird das Gebiet östlich der Mülheimer Straße jedoch allgemein nicht mehr als Styrum angesehen.
Stattdessen werden zu statistischen Zwecken, wie im Stadtteilentwicklungskonzept der Stadt Oberhausen, oft Teile Alstadens dem statistischen Bezirk Styrum oder Oberhausen-Mitte/Styrum zugeschlagen.

## Geschichte

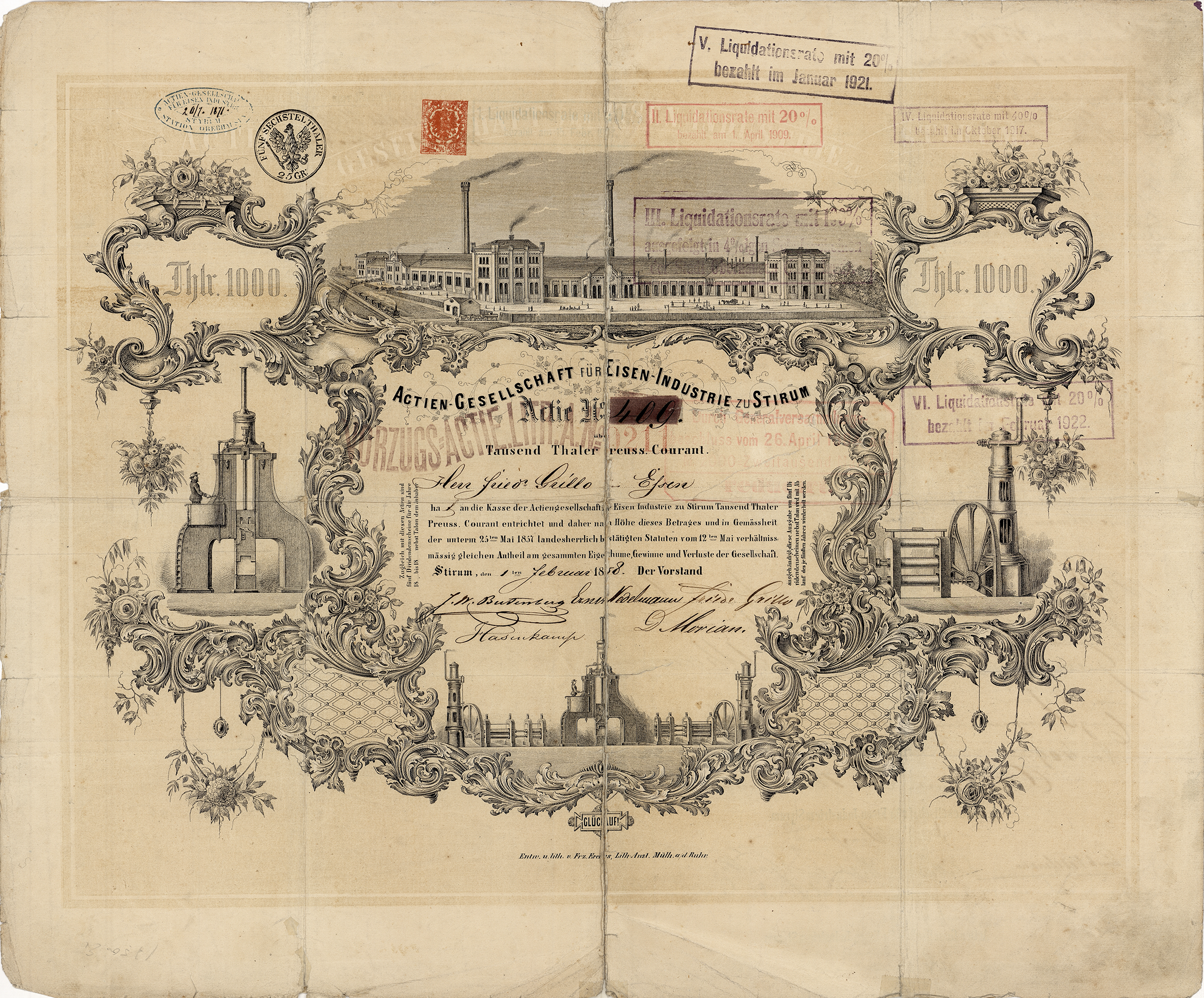
Gründeraktie der Actien-Gesellschaft Eisen-Industrie zu Stirum über 1000 Thaler Preuss. Courant, ausgegeben in Styrum am 1. Februar 1858, ausgestellt auf Friedrich Grillo in Essen. Die Aktie wurde eigenhändig von den Vorstandsmitgliedern unterschrieben, u. a. von Friedrich Grillo, Ernst Nedelmann und Daniel Morian. Die von Wilhelm Theodor Grillo gegründete Eisen-Industrie zu Stirum gehörte zu dieser Zeit zu den bedeutendsten Gesellschaften des Ruhrkohlenbezirks.

Der Ort entstand vermutlich um ein ostfränkisches Reichsgut an einem Zweig des Hellwegs, er wurde um 1000 herum erstmals urkundlich erwähnt. 1067 schenkte König Heinrich IV. das noch nicht kultivierte Land mit seinen Höfen dem Stift Kaiserswerth. Im Jahr 1200 wies Graf Arnold von Altena als Besitzer von Haus Styrum, dieses seiner Frau Mechthild von Holland zu Styrum, einer Tochter Florens' von Holland, als Wittum an. Graf Dietrich von Limburg, ein Sohn Friedrichs von Isenberg, erweiterte im Jahre 1289 mit seinem Sohn Eberhard eine Kemenate vermutlich zu einem Wittum. Bis zum Jahre 1806 war die Herrschaft Styrum eine reichsunmittelbare Herrschaft im Besitz der Grafen von Limburg Stirum. Im Zuge der napoleonischen Eroberungen wurde sie mit der Herrschaft Broich zum Amt Broich-Styrum, zu dem auch Mülheim gehörte, zusammengefasst.
Im Jahre 1871 kam August Thyssen nach Styrum, um hier Roheisen zu erzeugen und zu verarbeiten. Styrum wurde zum Industriestandort. Aufgrund des starken Zuzugs wurde es von der preußischen Staatsregierung 1878 zum Sitz der Bürgermeisterei Styrum zwischen den Städten Mülheim und Oberhausen erklärt, zu der auch die Gemeinden Alstaden und Dümpten gehörten. Zu diesem Zeitpunkt hatte die neue Bürgermeisterei etwa 21.000 Einwohner.
1904 wurde die Gemeinde Styrum nach Mülheim eingemeindet. Bereits 1910 wurde der nördliche Teil Styrums wieder ausgegliedert und der Stadt Oberhausen zugeordnet. Der südliche Teil ist heute der Ortsteil Styrum von Mülheim.
Ende 2014 hatte Oberhausen-Styrum 6.684 Einwohner.

### Ortsname
Der Name der Ortschaft wurde um 1000 herum urkundlich als Stiarhem erwähnt. Stiarhem lässt sich als „Stier-Heim“ übersetzen, dies deutet auf eine Körstation hin. Es existiert eine volkstümliche Legende zur Herkunft des Ortsnamens, die erzählt, dass durch Abbruch oder Anwachsen der Ufer oder infolge von Eisstopfungen die Ruhr mehrfach ihren Lauf geändert habe, weshalb sie früher auch einst bei Styrum plötzlich geendet habe. Daher haben der Sage nach Schiffer bei Styrum immer „Stür um!“ (Steuer umdrehen!) gerufen, wonach das Schloss und die Ortschaft ihren Namen erhielten.
Heutzutage gilt als ein Ärgernis für viele Styrumer, wenn der Ortsname falsch ausgesprochen wird. Nicht-Ortskundige sprechen das y oft statt als i als ü aus ([ʃtyːrʊm] statt [ʃtiːrʊm]).

## Religion

### Evangelische Kirche
Die Styrumer Protestanten gehören zur 1864 gegründeten Christus-Kirchengemeinde in Alt-Oberhausen. Der Bezirk Süd der Christus-Kirchengemeinde umfasst größtenteils Styrum.

### Katholische Kirche

#### Herz Jesu und St. Joseph
Die katholische Kirchengemeinde St. Joseph wurde 1862 gegründet, die Kirche diente zunächst als Heimat der Alstadener, Dümptener und Styrumer Katholiken, bis der nördliche Teil als Pfarrei Herz Jesu Oberhausen, westliche Teil als Pfarrei St. Antonius Alstaden und der östliche Teil als Pfarrei Zu unserer lieben Frau aus St. Joseph ausgegliedert wurden.
Im Laufe der Umstrukturierungen der Pfarreien im Bistum Essen 2007 wurde St. Joseph mit den benachbarten Pfarreien St. Antonius, St. Peter und Herz Jesu zur Großpfarrei Herz Jesu Oberhausen-Mitte zusammengeschlossen.
Diese Pfarrgemeinde hat heute 16.449 Mitglieder. Davon gehören 3.960 Katholiken zu St. Joseph Styrum, allerdings reicht das Gemeindegebiet auch im Süden hinter die Stadtgrenze zu Mülheim bis weit nach Oberstyrum sowie im Westen um einiges nach Alstaden hinein. Seit 2017 haben die Gemeinden Herz Jesu Oberhausen und St. Joseph Styrum einen gemeinsamen Pastor, seit 2019 bilden sie einen gemeinsamen Gemeinderat. Seit 2020 obliegt die Nutzung der Josephskirche der Priesterbruderschaft St. Petrus, die Gemeinde Herz Jesu/St. Joseph nutzt die Kirche allerdings werktags weiterhin mit.

#### Zu Unserer Lieben Frau
Die Kirchengemeinde Zu Unserer Lieben Frau befindet sich im Osten Styrums und umfasst große Teile von Dümpten. Sie wurde 1922 aus St. Joseph ausgegliedert und zur Pfarrei erhoben. Dazu wurde ein Gasthaussaal zu einer dreischiffigen Notkirche erweitert. Sie wurde am 31. Mai 1922 geweiht. 1924 wurde die Kirche durch einen Chor, eine Sakristei und ein Glockenturm ergänzt.
Diese erste Kirche wurde 1943 durch Fliegerbomben zerstört.
Von 1956 bis 1957 errichtete die Pfarrei an der Mülheimer Straße ein neues Gebäude nach Plänen von Gottfried Böhm. Diese zweite Kirche Zu Unserer Lieben Frau wurde am 9. November 1957 geweiht.
Die Seelsorge der Gemeinde trägt der Orden der Herz-Jesu-Missionare. Im Laufe der Umstrukturierungen der Pfarreien im Bistum Essen 2007 wurde Zu Unserer Lieben Frau mit den Pfarreien St. Katharina Lirich, St. Marien Oberhausen, St. Michael Oberhausen und St. Johannes Evangelist zur Pfarrei St. Marien zusammengefasst.

## Wirtschaft und Infrastruktur

### Einrichtungen
Das St.-Elisabeth-Krankenhaus an der Josefstraße ist ein Hospital der Helios Kliniken.
Im Stadtteil befinden sich der katholische Friedhof St. Joseph sowie der städtische Landwehrfriedhof.

### Bildung
Im Styrumer Ortskern, an der Glockenstraße, befindet sich die katholische Grundschule Luisenschule.
Zwei Gemeinschaftsgrundschulen gibt es in direkter Nähe des Stadtteils: die Brüder-Grimm-Schule an der Lothringer Straße in der Oberhausener Innenstadt sowie die Landwehrschule am Rechenacker in Alstaden.
Mit der Anne-Frank-Realschule an der Goebenstraße in der Innenstadt gibt es auch eine weiterführende Schule nahe Styrum, die Gymnasien und Gesamtschulen in der Oberhausener Mitte sowie die Förderschule Christoph-Schlingensief-Schule in Alstaden sind gut mit ÖPNV erreichbar.

### Verkehr
Den ÖPNV in Styrum regelt die STOAG. Die Linien SB92 und 122 halten auf der Lothringer Straße an den Haltestellen Vincenzhaus, Josefstraße und Akazienstraße im Zentrum des Stadtteils, am Nordrand verkehrt die Linie 976 (Nohlstraße, Bügelstraße) und am Ostrand die Straßenbahnlinie 112 (Landwehr, Hilgenberg).
| Linie | Linienweg | Takt (Mo–Fr) | Betreiber        |
| ----- | --- | ------------ | ---------------- |
| SB92  | KönigshardtFalkestr. – Tackenberg – Klosterhardt – Rothebusch – Osterfeld Mitte – OLGA-Park – Neue Mitte Oberhausen – Oberhausen Hbf – Styrum – Alstaden – Fröbelplatz Linie verkehrt zwischen OLGA-Park und Oberhausen Hbf über die ÖPNV-Trasse Oberhausen                                                                             | 20 min       | STOAG            |
| 112   | OB-Sterkrade, Neumarkt – OB-Sterkrade Bf – OLGA-Park – Neue Mitte Oberhausen – Oberhausen Hbf – Landwehr – Mülheim-Styrum – Mülheim-West – Friedrich-Ebert-Straße – Mülheim Stadtmitte – Mülheim Kaiserplatz – Oppspring – Hauptfriedhof Linie verkehrt zwischen Sterkrade und Oberhausen Hauptbahnhof über die ÖPNV-Trasse Oberhausen. | 20 min       | Ruhrbahn / STOAG |
| 976   | Königshardt Falkestr. – Tackenberg – OB-Sterkrade Bf – Buschhausen Mitte – Stadtwerke – Oberhausen Hbf – Styrum Nohlstr. – Schladschule – Schlad Wehrstr. – Mülheim-Dümpten Heifeskamp | 20 min       | STOAG            |

## Söhne und Töchter des Ortsteils
- René Klingenburg (* 1993), Fußballprofi